# Matías Zaracho
Federico Zaracho (Wilde, Buenos Aires, Argentina, 10 de marzo de 1998) es un futbolista argentino. Juega como mediocampista y su actual equipo es el Racing Club de la Primera División de Argentina.
Su debut se produjo en diciembre del 2016, jugando para Racing Club. Después de varios partidos, lograría consolidarse en el equipo titular, y compartiría plantel con Lautaro Martínez, Ricardo Centurión y Lisandro López. En 2019, obtendría la Superliga Quilmes Clásica y el Trofeo de Campeones de la mano de Eduardo Coudet, siendo fundamental y decisivo en muchos partidos.
En 2020 fue transferido a Atlético Mineiro del Brasileirao, en donde se consagraría campeón de la Serie A, la Copa, Supercopa y tres veces del Campeonato Mineiro. 
Fue internacional con la Selección de fútbol de Argentina en 2019, y se consagró campeón del Torneo Preolímpico Sudamericano en 2020 en la categoría sub-23.

## Trayectoria

### Racing Club
Surgido en las inferiores de Racing Club de Avellaneda, Zaracho fue promovido de la reserva por Facundo Sava en 2016. Debutó el 17 de diciembre de ese año, frente a Unión de Santa Fe en un partido por la 14.ª Jornada del campeonato local. Si bien desde ese entonces venía manteniendo cierta regularidad en el primer equipo, fue con la llegada al banco de Eduardo Coudet a mediados de 2018 que el jugador logró una mayor continuidad, hasta asentarse definitivamente entre los 11 titulares y convertirse en una de las jóvenes promesas del fútbol nacional .
Convirtió el primer doblete de su carrera el 18 de febrero de 2019 ante Godoy Cruz por la 19ª fecha del torneo argentino. En la fecha siguiente, en el Clásico de Avellaneda, convierte el tercer y último gol en la victoria por 3 a 1 frente a Independiente en el estadio Libertadores de América.
El 31 de marzo, en el empate 1-1 contra Tigre, Zaracho se consagra campeón con Racing de la Superliga Argentina, siendo considerado una pieza clave del plantel liderado por el Chacho para la obtención de dicho título.
El 27 de febrero del 2025, con la vuelta a Racing nuevamente, anota un gol en la recopa contra Botafogo.

### Atlético Mineiro
Después de obtener un gran nivel futbolístico y a ser parte fundamental en Racing Club donde se consagró dos veces campeón, pasa al Atlético Mineiro de Brasil a cambio de 7.000.000 de dólares netos para el club de Avellaneda por el 50% de su ficha, haciendo su debut oficial con el club de Minas Gerais el sábado 24 de octubre en el empate 0-0 de local contra Sport Recife, por la decimoctava fecha de la Serie A de Brasil, ingresando desde el banquillo en reemplazo de su compañero ecuatoriano Alan Franco Palma a los 21 minutos del segundo tiempo. El día 8 de noviembre del 2020 no sólo disputó su partido oficial número 100 en su carrera profesional, sino que también marcó su primer gol oficial con la camiseta de Atlético Mineiro a los 37 minutos del segundo tiempo, consiguiendo así el cuarto y último gol de su equipo en la goleada 4-0 que el club de Belo Horizonte le propinó al Flamengo por la vigésima fecha de la Serie A de Brasil.

## Selección nacional

### Participaciones en Sudamericanos
| Torneo                   | Sede    | Resultado    | Partidos | Goles |
| ------------------------ | ------- | ------------ | -------- | ----- |
| Sudamericano Sub-20 2017 | Ecuador | Cuarto lugar | 5        | 0     |

### Participaciones en Copas del Mundo
| Torneo                   | Sede          | Resultado      | Partidos | Goles |
| ------------------------ | ------------- | -------------- | -------- | ----- |
| Copa Mundial Sub-20 2017 | Corea del Sur | Fase de grupos | 2        | 1     |

### Participaciones Sub-23
| Torneo                        | Sede     | Resultado | Partidos | Goles |
| ----------------------------- | -------- | --------- | -------- | ----- |
| Preolímpico Sudamericano 2020 | Colombia | Campeón   | 7        | 1     |

### Selección  absoluta
El 3 de marzo de 2019, Zaracho recibió su primera convocatoria a la selección argentina de fútbol, cuando fue incluido en la lista de citados por Lionel Scaloni para disputar la doble fecha FIFA de ese mes ante Venezuela y Marruecos, como uno de los diez jugadores que actuaran en Primera División. Allí realizó su debut vistiendo la camiseta albiceleste el martes 26 ante el combinado africano; en dicho encuentro, ingresó desde el banco de suplentes a los 76 minutos, en sustitución de Leandro Paredes. El 15 de mayo de 2019, Zaracho fue incluido en la lista preliminar de convocados a la Copa América 2019.

## Estadísticas

### Clubes
Actualizado de acuerdo al último partido jugado el 29 de mayo de 2025.
| Club                      | Div.          | Temporada     | Liga  | Liga  | Liga   | Copas nacionales | Copas nacionales | Copas nacionales | Copas internacionales | Copas internacionales | Copas internacionales | Total | Total | Total  |
| Club                      | Div.          | Temporada     | Part. | Goles | Asist. | Part.            | Goles            | Asist.           | Part.                 | Goles                 | Asist.                | Part. | Goles | Asist. |
| ------------------------- | ------------- | ------------- | ----- | ----- | ------ | ---------------- | ---------------- | ---------------- | --------------------- | --------------------- | --------------------- | ----- | ----- | ------ |
| Racing Club Argentina     | 1.ª           | 2016-17       | 4     | 1     | 1      | 2                | 1                | 0                | 5                     | 0                     | 1                     | 11    | 2     | 2      |
| Racing Club Argentina     | 1.ª           | 2017-18       | 22    | 1     | 2      | —                | —                | —                | 8                     | 1                     | 0                     | 30    | 2     | 2      |
| Racing Club Argentina     | 1.ª           | 2018-19       | 23    | 3     | 3      | 6                | 0                | 0                | 1                     | 0                     | 0                     | 30    | 3     | 3      |
| Racing Club Argentina     | 1.ª           | 2019-20       | 19    | 4     | 1      | 1                | 0                | 1                | 2                     | 1                     | 1                     | 22    | 5     | 3      |
| Atlético Mineiro · Brasil | 1.ª           | 2020          | 13    | 1     | 0      | —                | —                | —                | —                     | —                     | —                     | 13    | 1     | 0      |
| Atlético Mineiro · Brasil | 1.ª           | 2021          | 32    | 7     | 2      | 16               | 3                | 4                | 10                    | 3                     | 0                     | 58    | 13    | 6      |
| Atlético Mineiro · Brasil | 1.ª           | 2022          | 26    | 2     | 2      | 11               | 0                | 2                | 6                     | 0                     | 0                     | 43    | 2     | 4      |
| Atlético Mineiro · Brasil | 1.ª           | 2023          | 27    | 2     | 1      | 8                | 1                | 1                | 9                     | 0                     | 0                     | 44    | 3     | 2      |
| Atlético Mineiro · Brasil | 1.ª           | 2024          | 16    | 2     | 0      | 10               | 2                | 1                | 7                     | 0                     | 0                     | 33    | 4     | 1      |
| Atlético Mineiro · Brasil | Total club    | Total club    | 114   | 14    | 5      | 45               | 6                | 8                | 32                    | 3                     | 0                     | 191   | 23    | 13     |
| Racing Club Argentina     | 1.ª           | 2025          | 10    | 0     | 2      | 1                | 0                | 0                | 4                     | 1                     | 0                     | 15    | 1     | 2      |
| Racing Club Argentina     | Total club    | Total club    | 78    | 9     | 9      | 10               | 1                | 1                | 20                    | 3                     | 2                     | 108   | 13    | 12     |
| Total carrera             | Total carrera | Total carrera | 192   | 23    | 14     | 55               | 7                | 9                | 52                    | 6                     | 2                     | 299   | 36    | 25     |
| 1. 2.                     |               |               |       |       |        |                  |                  |                  |                       |                       |                       |       |       |        |

### Selecciones nacionales
Actualizado de acuerdo al último partido jugado el 26 de marzo de 2019.
| Selección          | Año               | Amistosos | Amistosos | Amistosos | Eliminatorias | Eliminatorias | Eliminatorias | Continental | Continental | Continental | Mundial | Mundial | Mundial | Total | Total | Total  |
| Selección          | Año               | Part.     | Goles     | Asist.    | Part.         | Goles         | Asist.        | Part.       | Goles       | Asist.      | Part.   | Goles   | Asist.  | Part. | Goles | Asist. |
| ------------------ | ----------------- | --------- | --------- | --------- | ------------- | ------------- | ------------- | ----------- | ----------- | ----------- | ------- | ------- | ------- | ----- | ----- | ------ |
| Sub-20 Argentina   | 2016              | 1         | 0         | 1         | —             | —             | —             | —           | —           | —           | —       | —       | —       | 1     | 0     | 1      |
| Sub-20 Argentina   | 2017              | 4         | 0         | 0         | —             | —             | —             | 5           | 0           | 0           | 2       | 1       | 0       | 11    | 1     | 0      |
| Sub-20 Argentina   | Total             | 5         | 0         | 1         | 0             | 0             | 0             | 5           | 0           | 0           | 2       | 1       | 0       | 12    | 1     | 1      |
| Sub-23 Argentina   | 2019              | 2         | 0         | 1         | —             | —             | —             | —           | —           | —           | —       | —       | —       | 2     | 0     | 1      |
| Sub-23 Argentina   | 2020              | —         | —         | —         | —             | —             | —             | 7           | 1           | 1           | —       | —       | —       | 7     | 1     | 1      |
| Sub-23 Argentina   | Total             | 2         | 0         | 1         | 0             | 0             | 0             | 7           | 1           | 1           | 0       | 0       | 0       | 9     | 1     | 2      |
| Absoluta Argentina | 2019              | 1         | 0         | 0         | —             | —             | —             | —           | —           | —           | —       | —       | —       | 1     | 0     | 0      |
| Absoluta Argentina | Total             | 1         | 0         | 0         | 0             | 0             | 0             | 0           | 0           | 0           | 0       | 0       | 0       | 1     | 0     | 0      |
| Total selecciones  | Total selecciones | 8         | 0         | 2         | 0             | 0             | 0             | 12          | 1           | 1           | 2       | 1       | 0       | 22    | 2     | 3      |
| 1. 2.              |                   |           |           |           |               |               |               |             |             |             |         |         |         |       |       |        |

## Palmarés

### Campeonatos regionales
| Título             | Club             | Estado       | Año  |
| ------------------ | ---------------- | ------------ | ---- |
| Campeonato Mineiro | Atlético Mineiro | Minas Gerais | 2021 |
| Campeonato Mineiro | Atlético Mineiro | Minas Gerais | 2022 |
| Campeonato Mineiro | Atlético Mineiro | Minas Gerais | 2023 |
| Campeonato Mineiro | Atlético Mineiro | Minas Gerais | 2024 |

### Campeonatos nacionales
| Título              | Club             | Sede      | Año  |
| ------------------- | ---------------- | --------- | ---- |
| Primera División    | Racing Club      | Argentina | 2019 |
| Trofeo de Campeones | Racing Club      | Argentina | 2019 |
| Serie A             | Atlético Mineiro | Brasil    | 2021 |
| Copa de Brasil      | Atlético Mineiro | Brasil    | 2021 |
| Supercopa de Brasil | Atlético Mineiro | Brasil    | 2022 |

### Campeonatos internacionales
| Título                   | Selección        | Sede     | Año  |
| ------------------------ | ---------------- | -------- | ---- |
| Preolímpico Sudamericano | Argentina sub-23 | Colombia | 2020 |
| Recopa Sudamericana      | Racing Club      | Brasil   | 2025 |

### Distinciones individuales
| Distinción                                   | Año     |
| -------------------------------------------- | ------- |
| Jugador Revelación de la Superliga Argentina | 2018-19 |